# Diphasiastrum sitchense
Diphasiastrum sitchense là một loài thực vật có mạch trong Họ Thạch tùng. Loài này được (Rupr.) Holub mô tả khoa học đầu tiên năm 1975.